# Peluda de Fison
La peluda de Fison (Arnoglossus fisoni) és un peix teleosti de la família dels bòtids i de l'ordre dels pleuronectiformes.

## Morfologia
Pot arribar als 13 cm de llargària total.

## Distribució geogràfica
Es troba a les costes d'Austràlia (des del sud de Queensland fins a Sydney).